# Jim Lovell
James Arthur „Jim“ Lovell, Jr. (* 25. März 1928 in Cleveland, Ohio; † 7. August 2025 in Lake Forest, Illinois) war ein US-amerikanischer NASA-Astronaut. Er gehörte zur Besatzung von Apollo 8, dem ersten bemannten Raumflug zum Mond, und war Kommandant des Flugs Apollo 13, der wegen einer Explosion auf dem Weg zum Mond abgebrochen werden musste.

## Leben
Seit sein Vater 1933, als Lovell erst fünf Jahre alt war, bei einem Autounfall starb, erzog ihn alleinerziehend seine Mutter Blanche geborene Masek. In seiner Jugend baute er Raketen. Lovell studierte an der University of Wisconsin Maschinenbau und an der United States Naval Academy Naturwissenschaften und Ingenieurwesen. Er schloss diese Studien 1952 mit einem Bachelor of Science ab. Seine Abschlussarbeit befasste sich mit dem Thema des Raketenfluges im interplanetaren Raum. Er diente bei der US-Marine als Pilot, bevor er die Testpilotenschule in Patuxent River, Maryland, besuchte. Von 1958 bis 1962 diente er bei der amerikanischen Marine als Testpilot.
Während dieser Zeit nahm er auch an den NASA-Tests für zukünftige Astronauten teil. Er kam in die engere Wahl, schaffte es aber nicht zu den Mercury Seven, die für das Mercury-Programm ausgewählt wurden.
1952 heiratete er Marilyn Lilli Gerlach, deren Vater in Milwaukee einen Süßwarenladen betrieb. Später benannte er einen Gipfel der Montes Secchi nach ihr. Das Paar blieb bis zu ihrem Tod zusammen. Sie hatten zwei Söhne und zwei Töchter, elf Enkel, und sieben Urenkel. Ab dem Tod seines Apollo-8-Kollegen Frank Borman am 7. November 2023 war Lovell der älteste lebende Raumfahrer der Welt, ab dem Tod von Bill Anders am 7. Juni 2024 zudem das letzte lebende Mitglied der Apollo-8-Besatzung.

## Gemini
Als die NASA eine zweite Astronautengruppe suchte, bewarb sich Lovell erneut und wurde dieses Mal akzeptiert. Am 17. September 1962 wurde er mit der zweiten Astronautengruppe der Öffentlichkeit vorgestellt. Als Spezialgebiet während der Ausbildung wurde ihm die Bergung der Landekapsel nach der Wasserung übertragen.
Seine erste Einteilung zu einem Raumflug erhielt er im Juni 1965: Er wurde als Ersatzpilot für Gemini 4 eingeteilt. Wäre Edward White ausgefallen, hätte Lovell als erster Amerikaner sein Raumschiff in der Erdumlaufbahn für einen Weltraumausstieg verlassen.
Am 1. Juli 1965 wurde er als Pilot für Gemini 7 nominiert. Am 4. Dezember 1965 startete er zusammen mit Frank Borman zu diesem Langzeitflug. Mit 14 Tagen Aufenthalt im All stellten die beiden einen neuen Rekord auf, der erst im Juni 1970 mit 17 Tagen von der Besatzung des sowjetischen Raumschiffes Sojus 9 gebrochen wurde.
Als nach dem tödlichen Flugzeugabsturz der Astronauten Elliot See und Charles Bassett im März 1966 die Mannschaftszuteilungen der Gemini-Flüge neu geplant wurden, erhielt Lovell den Posten als Ersatzkommandant von Gemini 9. Bei Gemini 8 im März und bei Gemini 9 im Juni 1966 arbeitete Lovell als Verbindungssprecher (Capcom) in der Flugleitzentrale in Houston.
Kurz nach der Landung von Gemini 9, am 17. Juni 1966, erhielt Lovell dann die Nominierung für seinen zweiten Weltraumflug und sein erstes eigenes Kommando. Zusammen mit Buzz Aldrin sollte er den letzten Geminiflug durchführen. Gemini 12 wurde im November 1966 durchgeführt.
Lovell war innerhalb von weniger als einem Jahr zu einem der erfahrensten Astronauten der NASA geworden.

## Apollo
Im Rahmen des Apollo-Programms wurde er im November 1967 zuerst in die Ersatzmannschaft des dritten bemannten Apolloflugs, der Mission E eingeteilt. Während der Vorbereitungen der Apolloflüge führte Lovell vom 5. April bis zum 7. April 1968 zusammen mit Stuart Roosa und Charles Duke eine simulierte Notwasserung durch, bei der sie zwei Tage lang in einer Apollo-Landekapsel im Golf von Mexiko trieben.
Aufgrund von gesundheitlichen Problemen musste sich Michael Collins aus der Hauptmannschaft der Mission E einer Operation unterziehen, sodass Lovell im Sommer 1968 in die Hauptmannschaft nachrückte. Weil aber die Mondlandefähre noch nicht verfügbar war, wurden Missionen und Mannschaften neu geplant. Die Mission E wurde als Mission C′ (C prime) vor Mission D gezogen, als Apollo 8 nummeriert und bekam ein neues Ziel: ein Flug zum Mond ohne Mondlandefähre. Die Öffentlichkeit wurde aber erst nach dem erfolgreichen Ende von Apollo 7 von diesen Plänen informiert.
Der Flug von Apollo 8 fand vom 21. Dezember bis zum 27. Dezember 1968 statt. Es war der erste bemannte Start der Rakete Saturn V und der erste Flug zum Mond.
Kurz danach wurde Lovell als Ersatzkommandant von Apollo 11 nominiert. Wäre Neil Armstrong ausgefallen, hätte Lovell die Chance gehabt, als erster Mensch seinen Fuß auf den Mond zu setzen.
Lovell war zuerst als Kommandant für Apollo 14 vorgesehen, während Alan Shepard, der lange Zeit aus gesundheitlichen Gründen gefehlt hatte, Apollo 13 leiten sollte. Das Management der NASA wollte Shepard jedoch mehr Zeit geben, deswegen übernahm Shepard Apollo 14, und Lovell wurde am 6. August 1969 als Kommandant von Apollo 13 nominiert. Er war somit vorgesehen, als fünfter Mensch den Mond zu betreten. Mit dem Flug von Apollo 13 wurde Lovell auch der erste Mensch, der vier Raumflüge absolvierte.
Der Start erfolgte am 11. April 1970. Eine Explosion an Bord des Raumschiffes zwang die Besatzung jedoch, den Mond nur zu umrunden, ohne zu landen. Lovell und seine Mannschaft (Fred Haise und Jack Swigert) entgingen nur knapp dem Tod. Lovell hat deshalb nie den Mond betreten. Er war somit der einzige Mensch, der zweimal zum Mond geflogen, aber nicht auf ihm gelandet ist.
Lange Zeit hielt Lovell mit 715 Stunden den Dauerrekord für bemannte Weltraumflüge, der erst 1973 von der Besatzung Skylab 2 gebrochen wurde. Ein Rekord, den er heute noch zusammen mit Haise und Swigert hält, ist die größte Entfernung eines Menschen von der Erde: 401.056 km.

## Nach der NASA

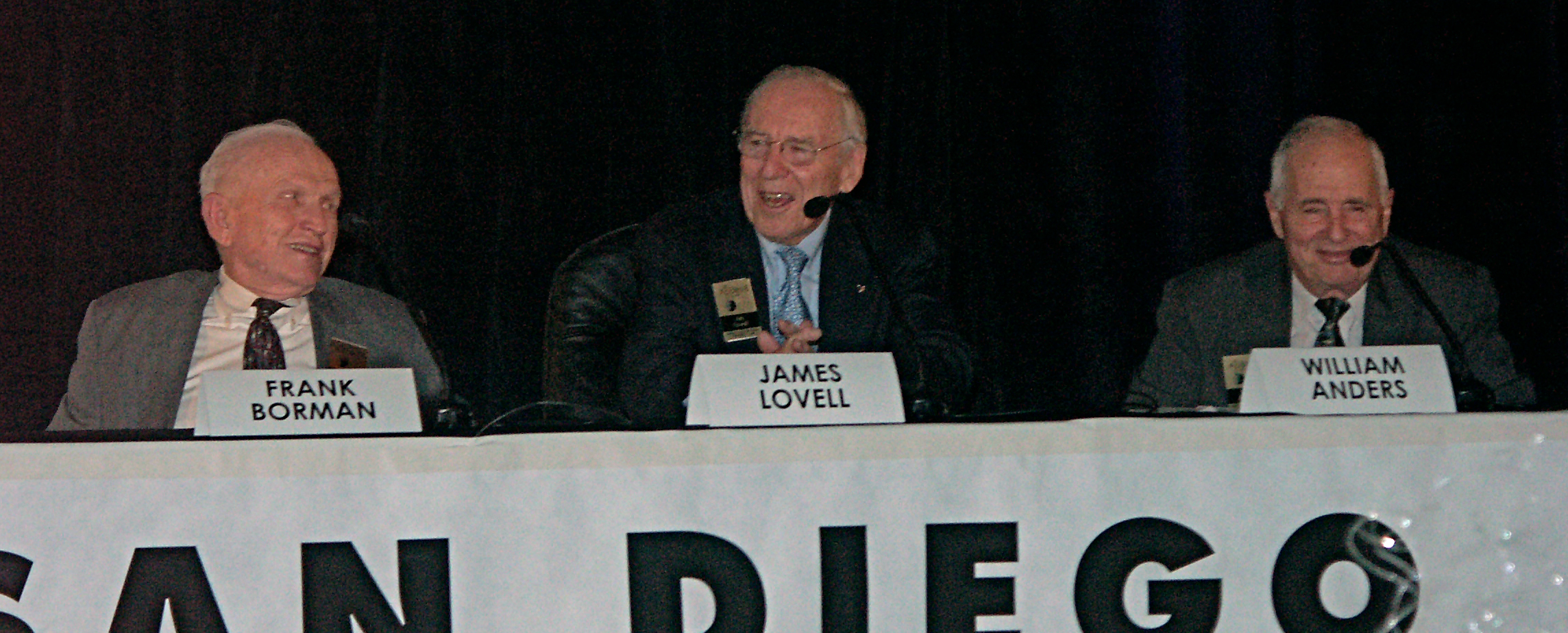
Frank Borman, Jim Lovell und William Anders (Dezember 2008)

Lovell verließ die NASA und die Marine zum 1. März 1973 und trat in die Bay-Houston Towing Company ein, wo er am 1. März 1975 zum Geschäftsführer ernannt wurde. Am 1. Januar 1977 wechselte er zu Fisk Telephone Systems. Als Fisk 1981 von Centel übernommen wurde, bekam er dort eine Stelle als Bereichsleiter für Firmen-Kommunikationssysteme. 1991 setzte Lovell sich zur Ruhe.
Zusammen mit Jeffrey Kluger verfasste Lovell das Buch Apollo 13 (im Original: Lost Moon). Noch bevor das Buch fertig geschrieben war, wurden die Filmrechte an Imagine Entertainment verkauft, eine Firma des Regisseurs Ron Howard. Die Universal Studios produzierten den Film Apollo 13 mit Tom Hanks in der Rolle von Jim Lovell. Er selbst hat einen Cameo-Auftritt als Kapitän des Schiffes, das die Landekapsel birgt.
1999 eröffnete Lovell in Lake Forest, einem Vorort von Chicago, das Feinschmecker-Restaurant „Lovell’s“, in dem einige Artefakte aus seiner NASA-Zeit und dem Film Apollo 13 ausgestellt waren. Zeitweise war sein Sohn „Jay“ Lovell III dort Chefkoch. 2015 wurde das Restaurant geschlossen.
Jim Lovell starb am 7. August 2025 im Alter von 97 Jahren in Lake Forest, Illinois.

## Besonderheiten und Rekorde
- erster Mensch, der viermal im Weltraum war
- erster Flug zum Mond (zusammen mit Frank Borman und William Anders) (Apollo 8)
- Gemeinsam mit Jack Swigert und Fred Haise während Apollo 13 die weiteste Entfernung eines Menschen von der Erde
- 1965–1970 zusammen mit Frank Borman Rekordhalter für den längsten Raumflug (Gemini 7)
- 1965–1973 Rekordhalter für die längste Zeit im All, davon 1965–1966 zusammen mit Frank Borman
- erster Mensch mit zwei Mondflügen (Apollo 8 und Apollo 13) und bis heute der einzige Mensch, der zweimal zum Mond flog, ohne auf ihm zu landen

## Ehrungen
Unmittelbar nach der Landung wurde Lovell wie die anderen beiden Astronauten von Apollo 13 durch Präsident Richard Nixon mit der Presidential Medal of Freedom ausgezeichnet, eine der beiden höchsten zivilen Auszeichnungen der USA.
Lovell wurde 1995 als neuntem Astronauten die Congressional Space Medal of Honor verliehen.
Im Jahre 1998 wurde er in die National Aviation Hall of Fame aufgenommen.
1968 war er mit seinen Kameraden von Apollo 8 Mann des Jahres des Time Magazine.